# 沼田皇海
沼田 皇海（ぬまた すかい、2000年9月3日 - ）は、茨城県出身のサッカー選手。JFL・FCティアモ枚方所属。ポジションはDF。

## 来歴
秋山スポーツサッカー少年団でサッカーを始め、ジュニア、同ジュニアユースノルテへと進んだ。鹿島時代の同期に東郷翼、高嶋修也がいる。
高校は尚志高等学校に進学した。同学年に加瀬直輝、吉田泰授、河村匠がおり、1つ下に染野唯月がいた。高校3年次には第97回全国高等学校サッカー選手権大会でベスト4に進出している。
大学は新潟医療福祉大学と進んだ。同学年にオナイウ情滋、小森飛絢、二階堂正哉がおり、第71回全日本大学サッカー選手権大会準優勝に貢献した。
2022年12月9日に同期の二階堂とともに横浜スポーツ&カルチャークラブへの加入内定が発表された。Y.S.C.C.には大学で一つ上の先輩にあたる脇坂崚平も在籍しており、仲の良い選手の名として二階堂と脇坂の二名を挙げている。2023年6月18日に行われたJ3リーグ・アスルクラロ沼津戦で花房稔に代わって途中出場しJリーグ初出場を記録した。しかし僅か1年で退団となった。
2024年、FCティアモ枚方に移籍。

## 個人成績
| 国内大会個人成績 | 国内大会個人成績 | 国内大会個人成績 | 国内大会個人成績 | 国内大会個人成績 | 国内大会個人成績 | 国内大会個人成績 | 国内大会個人成績 | 国内大会個人成績 | 国内大会個人成績 | 国内大会個人成績 | 国内大会個人成績 |
| 年度             | クラブ           | 背番号           | リーグ           | リーグ戦         | リーグ戦         | リーグ杯         | リーグ杯         | オープン杯       | オープン杯       | 期間通算         | 期間通算         |
| 年度             | クラブ           | 背番号           | リーグ           | 出場             | 得点             | 出場             | 得点             | 出場             | 得点             | 出場             | 得点             |
| 日本             | 日本             | 日本             | 日本             | リーグ戦         | リーグ戦         | リーグ杯         | リーグ杯         | 天皇杯           | 天皇杯           | 期間通算         | 期間通算         |
| ---------------- | ---------------- | ---------------- | ---------------- | ---------------- | ---------------- | ---------------- | ---------------- | ---------------- | ---------------- | ---------------- | ---------------- |
| 2023             | YS横浜           | 33               | J3               | 3                | 0                | -                | -                | -                | -                | 3                | 0                |
| 2024             | 枚方             | 37               | JFL              |                  |                  | -                | -                |                  |                  |                  |                  |
| 通算             | 日本             | 日本             | J3               | 3                | 0                | -                | -                | -                | -                | 3                | 0                |
| 通算             | 日本             | 日本             | JFL              |                  |                  | -                | -                |                  |                  |                  |                  |
| 総通算           | 総通算           | 総通算           | 総通算           | 3                | 0                | -                | -                | -                | -                | 3                | 0                |